# Occhi di ragazza
"Occhi di ragazza" är en balladlåt som var Italiens bidrag till Eurovision Song Contest 1970, och sjöngs på italienska av Gianni Morandi.
Melodin var tredje låt ut för kvällen, efter Schweiz Henri Dès med "Retour" och före dåvarande Jugoslaviens Eva Sršen med "Pridi, dala ti bom cvet". Vid slutet av röstningen fick låten fem poäng, och placerade sig på åttonde plats.

### Fotnoter
1. ↑  ”Italy at the Eurovision Song Contest” (på engelska). Eurovision Covers. http://www.eurovisioncovers.co.uk/ita.htm. Läst 30 september 2017.